# Panzer Division Marduk
Panzer Division Marduk – szósty album studyjny szwedzkiego blackmetalowego zespołu Marduk, wydany w 1999.  
Płyta ukazała się nakładem wytwórni muzycznej Osmose Productions. Nagrania zostały zarejestrowane w styczniu 1999, w należącym do muzyka i producenta Petera Tägtgrena studiu Abyss w szwedzkim Pärlby koło Ludviki.
Oryginalna okładka przedstawia szwedzki czołg podstawowy Stridsvagn 104. Na okładce drugiego wydania widnieje niemiecki czołg ciężki Panzerkampfwagen VI Tiger użyty w bitwie na łuku kurskim latem 1943.
Tematem przewodnim albumu jest ogień, tak jak tematem poprzedniej płyty Nightwing jest krew, a kolejnego, La Grande Danse Macabre – śmierć. Całość tworzy trylogię Blood, Fire and Death, będącą wizją zespołu na temat black metalu. Jest to też hołd dla szwedzkiego blackmetalowego zespołu Bathory i jego płyty Blood Fire Death z 1988.
Część utworów rozpoczyna się odgłosami wystrzałów artyleryjskich z frontu II wojny światowej. Utwór 502 nawiązuje do 502. Batalionu Czołgów Ciężkich, który brał udział w oblężeniu Leningradu.

## Lista utworów[6]
1. Panzer Division Marduk – 2:39
2. Baptism by Fire – 3:51
3. Christraping Black Metal – 3:46
4. Scorched Earth – 3:37
5. Beast of Prey – 4:07
6. Blooddawn – 4:20
7. 502 – 3:14
8. Fistfucking God’s Planet – 4:28

## Wydania
| Rok  | Nr katalogowy | Format                      | Wydawca               | Region    | Źródło |
| ---- | ------------- | --------------------------- | --------------------- | --------- | ------ |
| 1999 | OPCD 080      | CD, Album                   | Osmose Productions    | Francja   | [ 6 ]  |
| 1999 | OPCASS 080    | Cass, Album                 | Osmose Productions    | Francja   | [ 6 ]  |
| 1999 | OPCD 080L     | CD, Album, Ltd, Dig         | Osmose Productions    | Francja   | [ 6 ]  |
| 1999 | OPLP 080      | LP, Album                   | Osmose Productions    | Francja   | [ 6 ]  |
| 1999 | OPPIC 080     | LP, Pic                     | Osmose Productions    | Francja   | [ 6 ]  |
| 1999 | YM-990009     | Cass, Album                 | Yücel Müzik           | Turcja    | [ 6 ]  |
| 1999 | HELL 0019     | Cass, Album                 | Metal Mind Records    | Polska    | [ 6 ]  |
| 2001 | FO111CD       | CD, Album                   | Фоно                  | Rosja     | [ 6 ]  |
| 2008 | 2M016         | CD, Album                   | 2M Producciones       | Argentyna | [ 6 ]  |
| 2008 | REG-CD-1049   | CD, Album, RE, RM           | Regain Records        | Szwecja   | [ 6 ]  |
| 2008 | BLOOD 038     | CD, Album, RE, RM           | Blooddawn Productions | Szwecja   | [ 6 ]  |
| 2008 | BLOOD 038     | CD, Album, RE, RM, Enh, Dig | Blooddawn Productions | Szwecja   | [ 6 ]  |
| 2010 | BLOODLP 038   | LP, Album, RM, RE, Ltd, Gat | Blooddawn Productions | Szwecja   | [ 6 ]  |
| 2011 | BLOOD 049     | 4x7", Pic, Album + Box, Ltd | Regain Records        | Szwecja   | [ 6 ]  |
| 2011 | BLOODPLP 038  | LP, Pic, Album, RE          | Blooddawn Productions | Szwecja   | [ 6 ]  |

## Skład
- Erik "Legion" Hagstedt – wokal
- Morgan Steinmeyer Håkansson – gitara
- Roger "B. War" Svensson – gitara basowa
- Fredrik Andersson – perkusja